# 平田春一
平田 春一（ひらた はるいち、1894年11月28日 - 1973年12月7日）は、歌人。

## 人物・来歴
岡山県吉野郡讃甘村（現・美作市）出身。旧姓・井波。若山牧水に師事。日本ペンクラブ会員で再建当初から尽力した。「創作」復刊後から選者として活躍、関西で「みなかみ会」「三土会」を主宰。歌集「象刻集」「留年」など12冊。1957年日本歌人クラブ推薦歌集（第3回）「象刻集」。大阪市・道頓堀の法善寺横丁に、織田作之助文学碑と並んで歌碑がある。

## 著書
- 『雲 歌集』白楊社, 1952
- 『象刻集 歌集』白楊社, 1956
- 『黒薔薇 歌集』八洲出版, 1959
- 『双歩 歌集』八州プラント, 1960
- 『帰向 歌集』やしま書房, 1961
- 『楢の花 歌集』やしま書房, 1962
- 『菊殻 歌集』やしま書房, 1963
- 『藪蘇鉄 歌集』やしま書房, 1964
- 『花に色あり 歌集』やしま書房, 1965
- 『惜齢集 歌集』やしま書房, 1966
- 『留年 歌集』やしま書房 1969
- 『すすき原 歌集』(創作社叢書）やしま書房, 1976.8